# Suardi (Argentina)
Suardi (Argentina) é uma comuna da província de Santa Fé, na Argentina.